# 109 d'Hèrcules
109 d'Hèrcules (109 Herculis) és un estel de magnitud aparent +3,84 que s'hi troba a la constel·lació d'Hèrcules. Malgrat no tenir denominació de Bayer, és el dotzè estel més brillant en la constel·lació. Era una dels estels més brillants de la desapareguda constel·lació de Tigris, que feia al·lusió al riu de Mesopotàmia.
Situada a 128 anys llum de distància del sistema solar, 109 d'Hèrcules és una de les nombroses gegants taronges visibles en el cel nocturn. De tipus espectral K2III, la seva temperatura efectiva és de 4.585 K. A partir del seu diàmetre angular corregit per l'enfosquiment de limbe, 3,03 mil·lisegons d'arc, es pot avaluar el seu radi, sent aquest 12,8 vegades més gran que el diàmetre solar. Aquesta grandària és comparable al d'altres gegants conegudes com Pòl·lux (β Geminorum) o Menkent (θ Centauri). Gira sobre si mateixa amb una velocitat de rotació projectada —límit inferior de la mateixa— de 3,5 km/s.
109 d'Hèrcules té un contingut metàl·lic inferior al solar, sent el seu índex de metal·licitat [Fe/H] = -0,16. La seva cinemàtica suggereix que és un estel del disc gruixut; la seva òrbita al voltant del centre galàctic la porta a allunyar-se més de 1.000 parsecs respecte al pla galàctic.